# Raja Club Athletic
Cet article concerne la section football du Raja Club Athletic. Pour les autres sections, voir Raja Club Athletic (omnisports).
Pour les articles homonymes, voir RCA.
Maillots
Actualités
Dernière mise à jour : 18 mai 2025.
Le Raja Club Athletic abrégé en Raja CA ou RCA (en arabe : نادي الرجاء الرياضي, en berbère: ⵔⴰⵊⴰ ⵏ ⵜⴷⴷⴰⵔⵜ ⵜⵓⵎⵍⵉⵍⵜ) est un club professionnel marocain de football basé à Casablanca, et l'une des sections du club omnisports éponyme, le Raja Club Athletic.
Fondé le 20 mars 1949 par des nationalistes et syndicalistes marocains dans le quartier populaire de Derb Sultan, le Raja CA est notamment célèbre pour les succès de sa section de football, très populaire au Maroc. Seule équipe, avec le Wydad AC, à n'avoir jamais quitté l'élite du championnat marocain dès son introduction en 1956. Le siège et le centre d'entraînement du club sont situés dans l'Académie du Raja CA, après avoir résidé au Complexe sportif Raja-Oasis durant près de 70 ans. Les rencontres à domicile se jouent au Stade Mohammed-V depuis 1955.
Le Raja CA a remporté un total de treize Botola, dont un record de six championnats consécutifs remportés entre 1995 et 2001, et neuf Coupes du trône. Sur le plan international, les Verts ont remportés trois Ligues des champions, deux Coupes de la confédération, une Coupe de la CAF, deux Supercoupe de la CAF, deux Championnats arabes des clubs, une Coupe afro-asiatique et une Coupe nord-africaine des clubs champions.
Première équipe arabe et deuxième africaine, après TP Mazembe, à atteindre la finale de la Coupe du monde des clubs, le Raja a été classé par la FIFA, en 2000, à la 10e place au classement des meilleurs clubs au monde après ses prestations au Mondial de 2000, et a été classé par la CAF à la 3e place des meilleurs clubs africains du XXe siècle, après Al Ahly SC et Zamalek SC. Le Raja est également, avec vingt trophées, le club marocain le plus titré du XXIe siècle. Aujourd'hui, il s'agit de la 4e équipe la plus couronnée en Afrique avec neuf titres en compétitions continentales officielles.
Club le plus populaire du pays et désigné par Marca comme le plus populaire du continent, le Raja entretient des rivalités de longue date avec certaines équipes, notamment le Wydad, cette intense confrontation est connue sous le nom de Derby de Casablanca. L'équipe du peuple affiche une supériorité sur son rival tant au niveau des victoires ou des buts.
Le club est présidé par Jawad Ziyat depuis le 7 juillet 2025, succèdant à Abdellah Birouaine.

## Style de jeu

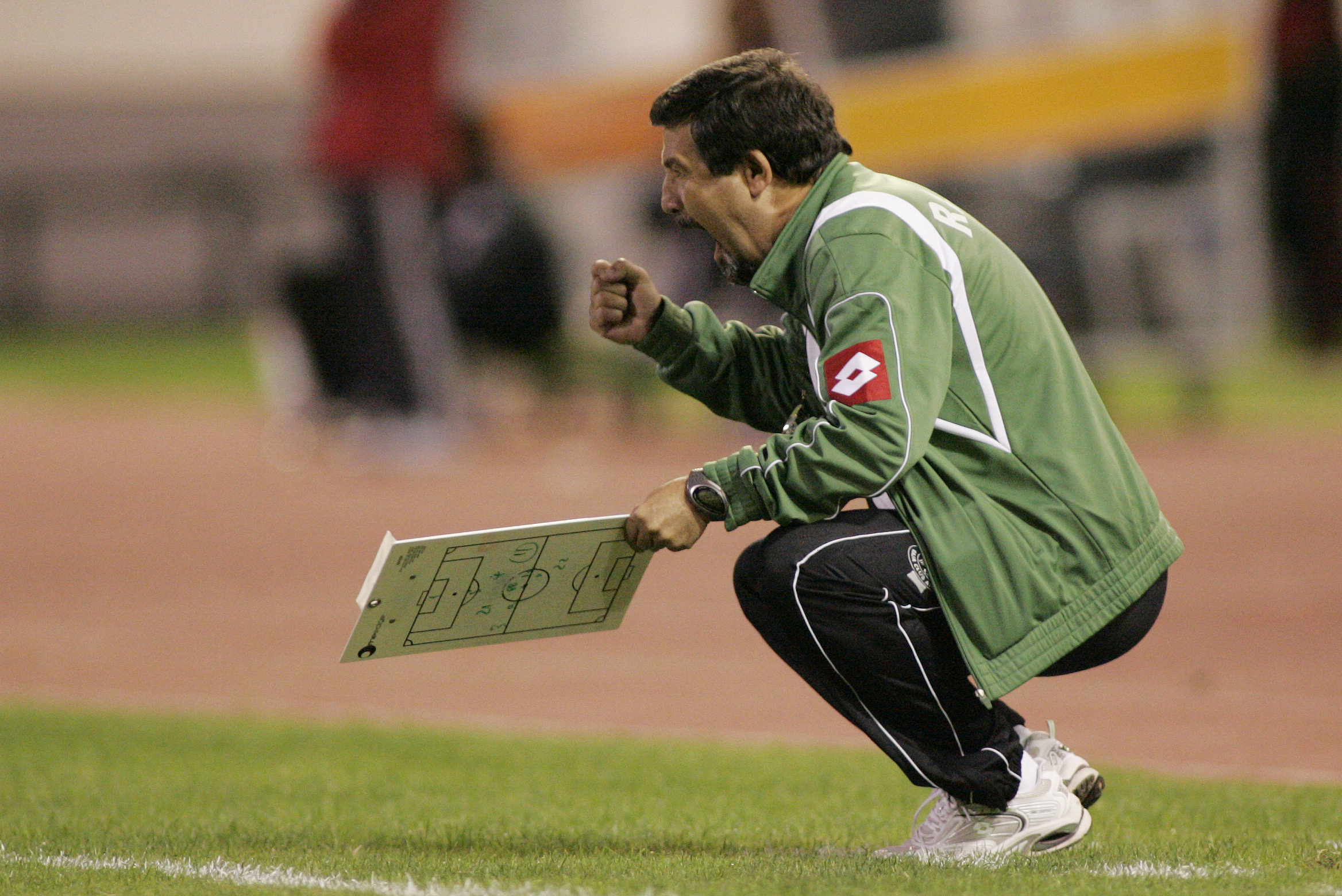
L'entraîneur José Romão.

Le Père Jégo a inculqué au Wydad un style européen (à l'anglaise), fait de rigueur et d'efficacité, basé sur la tactique et le physique autour d'un attaquant de pointe. L'entraîneur changera son fusil d'épaule avec le Raja, il affirme d'ailleurs que « les capacités physiologiques des Marocains se rapprochent davantage de celles des Sud-Américains que des Européens. Il est donc plus logique de s'en inspirer ». Plus que des titres, il avait offert aux Verts et au public quelque chose de plus précieux : le jeu Rajaoui.
Le jeu Rajaoui renvoie à un style collectif fait de passes courtes et rapides. Un football tourné vers le spectacle, parfois même au détriment des résultats, faisant la part belle aux qualités techniques des joueurs d'où son surnom Raja L'fraja (Le Raja du spectacle). Le Raja se distinguait avec un jeu séduisant qui plaisait au public, même s'il a dû attendre 25 ans pour voir leur équipe remporter son premier titre en 1974. En fait, les joueurs doivent développer un jeu élégant et créatif, les supporters ne viennent pas pour voir un football défensif mais un jeu tourné vers l'attaque.
Avec le temps, la popularité du club s'accroît en Afrique, principalement dans les pays nord-africains et arabes, puis dans le monde entier, quand 40 000 supporters brésiliens admirent le style de l'équipe marocaine et l'encouragent contre le Real Madrid CF au Stade Morumbi à São Paulo lors de la Coupe du monde des clubs 2000, ces prestations sont remarquées par de nombreux club européens qui commencent à transférer des joueurs du Raja (à l'instar de Youssef Rossi au Stade rennais, Abdelilah Fahmi au Lille OSC, Talal El Karkouri au Paris SG, et de Youssef Safri à Coventry City).

## Palmarès
Le Raja est le club marocain le plus titré au niveau international, et il est aussi parmi les plus titrés en Afrique.
Les Verts ont disputé 31 finales de compétitions majeures et remporté 34 trophées dont 22 titres nationaux et 12 titres internationaux. Le Raja a été classé par la FIFA à la 10e place au classement des meilleurs clubs au monde après ses prestations au Mondial de 2000. De même qu'il a été classé par la CAF à la 3e place des meilleurs clubs africains du XXe siècle après Al Ahly SC et le Zamalek SC, sachant qu'il n'a été créé qu'au milieu de ce siècle.
En 2013, le Raja CA s'est incliné en finale de la Coupe du Monde des clubs face au FC Bayern Munich, en battant respectivement Auckland City FC, CF Monterrey et l'Atlético Mineiro en demi-finales. Le Raja est le premier club arabe et nord-africain, et le deuxième en Afrique après le TP Mazembe, à atteindre la finale de la Coupe du monde.
| Compétitions nationales | Compétitions internationales | Compétitions régionales                                                                                                 |
| --- | --- | --- |
| - Championnat du Maroc (13) - Champion en 1988, 1996, 1997, 1998, 1999, 2000, 2001, 2004, 2009, 2011, 2013, 2020 et 2024. - Coupe du Trône (9) - Vainqueur en 1974, 1977, 1982, 1996, 2002, 2005, 2012, 2017 et 2023 | - Ligue des champions de la CAF (3) - Vainqueur en 1989, 1997 et 1999. - Coupe de la confédération (2) - Vainqueur en 2018 et 2021 - Supercoupe de la CAF (2) - Vainqueur en 2000 et 2019. - Coupe de la CAF (1) - Vainqueur en 2003. - Coupe Afro-Asiatique (1) - Vainqueur en 1998. | - Ligue des champions arabes (2) - Vainqueur en 2006 et 2020. - Coupe Nord-Africaine des clubs (1) - Vainqueur en 2015. |

| Compétitions internationales |
| --- |

Formation du Raja lors de la finale de la Coupe du monde des clubs 2013.

| - Tournoi Ben Bella (organisé en Algérie) (1) - Vainqueur en 1962. - Tournoi international de l'amitié Abha (organisé en Arabie saoudite) (1) - Vainqueur en 2004. - Tournoi Arab Summer Cup (organisé en Suisse) (1) - Vainqueur en 2007. |
| Compétitions nationales |
| - Tournoi Ahmed Antifit (3) - Vainqueur en 1989, 2000, 2004, 2009 et 2016,. - Tournoi feu Cherkaoui (1) - Vainqueur en 1959. |

## Identités et symboles

### Mascotte

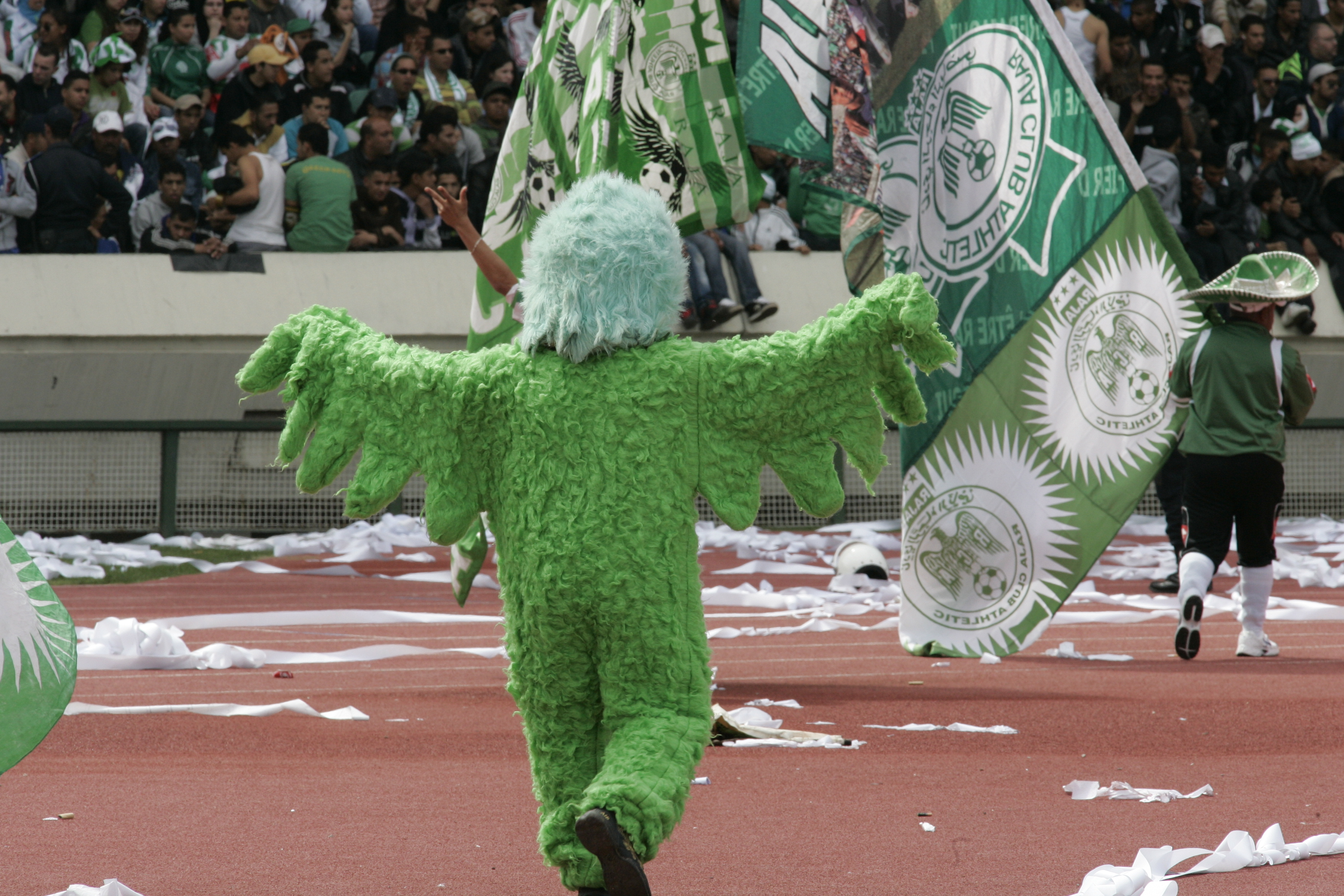
L'aigle: symbole du Raja.

L'aigle représentait pour les fondateurs nationalistes et syndicats marocains, dans une période marquée par le protectorat et la résistance nationale, le rapace fort, prestigieux et combatif. L'animal est l'emblème du Raja CA depuis sa création.

### Étoiles
Le logo du Raja CA comportent quatre étoiles dorées. Les trois premières (en bas du logo) symbolisent les trois titres de Ligue des champions, tandis que la quatrième (la plus grande en haut du logo), a été ajoutée en 2011 après le dixième titre du Raja en championnat.

### Couleurs et maillot
Les deux couleurs du Raja sont le vert et le blanc. Le vert constitue l'une des couleurs du drapeau marocain. Quant au blanc, c'est la couleur de la ville de Casablanca, d'où elle tire son nom. Les couleurs verte et blanche sont portées par les joueurs du Raja dès leurs premiers matchs en 1949.
Le maillot des verts est resté longtemps réalisé par l'allemand Adidas, pendant la période allant de 1968 à 1980, où il est remplacé par son compatriote Puma jusqu'à 1995 (le maillot de la saison 1989-1990 est fait par Uhlsport). Au début des années 90, le Raja engage son premier contrat de sponsoring avec Chimicolor, ce dernier fait de lui le premier club marocain à afficher un sponsor sur son maillot. Adidas, Uhlsport, et Umbro se succèdent en ent qu'équipementier. Après sa victoire en Ligue des champions en 1999, le Raja signe avec l'équipementier danois Hummel puis quelques années après avec l'italien Kappa . En 2008, l'entreprise italienne Lotto devient l'équipementier du club suivi d'Adidas et de son compatriote Legea. En 2021, le maillot du Raja est assuré par Kappa et depuis 2023 par l'équipementier anglais Umbro.

### Fondation
À travers sa fondation créée en 2013, le Raja mène des actions d'intérêt général destinées aux enfants et aux jeunes[réf. nécessaire]. Pour mieux promouvoir cette fondation, le Raja a décidé d’afficher le logo de Raja Fondation[pertinence contestée] sur le maillot officiel de son équipe professionnelle à partir du 20 février 2013 lors de sa rencontre contre le Raja Beni Mellal au Complexe Mohamed V.
Dans cette même perspective, le Raja devient en 2007 le parrain de l'association de SOS Villages d'enfants (fondée en 1949) au Maroc.

## Effectif

### Joueurs les plus titrés
| Rang | Joueurs             | Carrière au club              | Nombre de trophées | Détails des trophées |
| ---- | ------------------- | ----------------------------- | ------------------ | --- |
| 1er  | Redouane El Haimer  | 1994-2006                     | 16                 | Botola (7), Coupe du trône (3), Ligue des champions (2), Coupe de la CAF (1), Supercoupe d'Afrique (1), Coupe Afro-asiatique (1), Ligue des champions arabes (1). |
| 2e   | Abdellatif Jrindou  | 1995-2001 2002-2003 2004-2010 | 15                 | Botola (7), Coupe du trône (2), Ligue des champions (2), Coupe de la CAF (1), Supercoupe d'Afrique (1), Coupe Afro-asiatique (1), Ligue des champions arabes (1). |
| 3e   | Mustapha Chadli     | 1996-2005                     | 14                 | Botola (7), Coupe du trône (2), Ligue des champions (2), Coupe de la CAF (1), Supercoupe d'Afrique (1), Coupe Afro-asiatique (1).                                 |
| 4e   | Mustapha Moustawdae | 1988-2000                     | 11                 | Botola (5), Coupe du trône (1), Ligue des champions (3), Supercoupe d'Afrique (1), Coupe Afro-asiatique (1).                                                      |
| 4e   | Omar Nejjary        | 1992-2002 2007-2010           | 11                 | Botola (6), Coupe du trône (1), Ligue des champions (2), Supercoupe d'Afrique (1), Coupe Afro-asiatique (1).                                                      |
| 6e   | Hicham Misbah       | 1999-2009                     | 10                 | Botola (4), Coupe du trône (2), Ligue des champions (1), Coupe de la CAF (1), Supercoupe d'Afrique (1), Ligue des champions arabes (1).                           |
| 6e   | Nabil Mesloub       | 1998-2007 2008-2011           | 10                 | Botola (5), Coupe du trône (2), Ligue des champions (1), Coupe de la CAF (1), Ligue des champions arabes (1).                                                     |
| 8e   | Anas Zniti          | 2015-                         | 9                  | Botola (2), Coupe du trône (2), Coupe de la confédération (2), Supercoupe d'Afrique (1), Coupe nord-africaine (1), Ligue des champions arabes (1).                |
| 8e   | Abdelilah Hafidi    | 2011-2022 2023                | 9                  | Botola (2), Coupe du trône (2), Coupe de la confédération (2), Supercoupe d'Afrique (1), Coupe nord-africaine (1), Ligue des champions arabes (1).                |
| 8e   | Mustapha Khalif     | 1988-1999                     | 9                  | Botola (5), Coupe du trône (1), Ligue des champions (2), Coupe Afro-asiatique (1).                                                                                |
| 8e   | Hamid Nater         | 1999-2004 2006-2008           | 9                  | Botola (4), Coupe du trône (2), Ligue des champions (1), Supercoupe d'Afrique (1), Coupe Afro-asiatique (1).                                                      |

## Distinctions et records

### Distinctions et classements

#### Distinctions du club

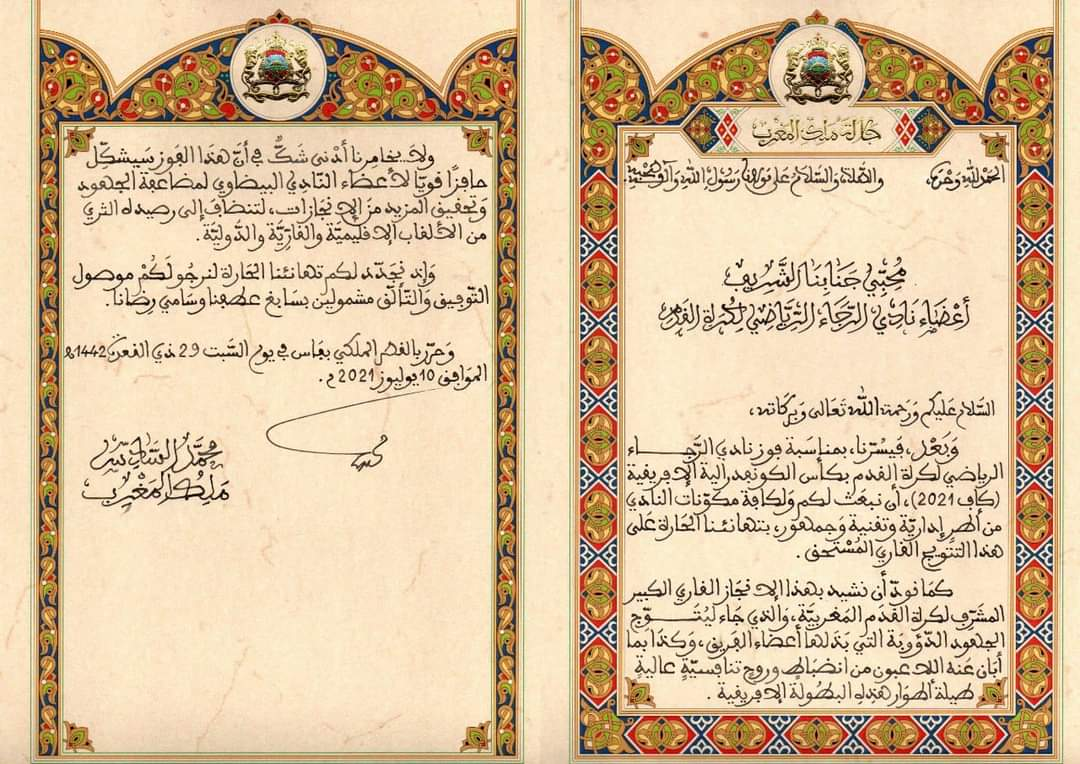
Message de félicitations de la part du roi Mohammed VI après la victoire du Raja lors de la finale de la Coupe de la confédération 2021

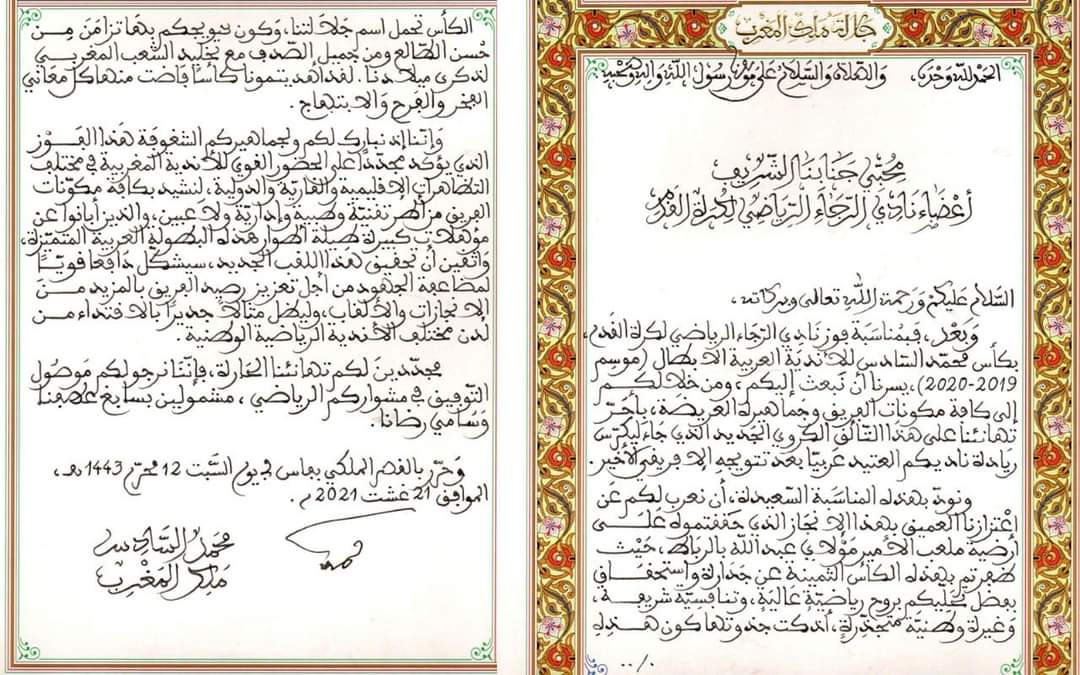
Message de félicitations de la part du roi Mohammed VI après la victoire du Raja en Coupe arabe des clubs champions 2019-2020

- 2000: Décoration Royale (Ouissams Royaux) du Raja CA, à la suite de la prestation réalisée lors du Mondial des clubs 2000.
- 2013: Décoration Royale (Ouissams Royaux) du Raja CA, à la suite du titre de vice champion du monde (FIFA Club World Cup 2013)[29].

#### Classements internationaux
- Le Raja a été classé 3e par la  Confédération africaine de football dans le classement officiel des meilleurs clubs africains de football du XXe siècle après Zamalek SC et Al Ahly SC[source secondaire nécessaire]. Le Raja est le seul club marocain à arriver à ce rang sachant que son rival le Wydad est tombé à la 8e place[30]. D'autres classements ont placé le Raja 3e club africain du siècle selon l'IFFHS et 4e selon la RSSSF.
- Le Raja est le seul club marocain à avoir occupé une place au classement annuel des meilleurs 10 clubs au monde[réf. nécessaire] établi par la Fédération internationale de football association (FIFA) en 2000. À la suite de ses excellentes performances à la Coupe du monde des clubs 2000, le Raja pointe au 10e rang du classement, en tête des clubs africains. Il a par ailleurs été le champion d'Afrique cette année en remportant sa troisième Ligue des champions.
- En 2004, le Raja figure dans un classement officiel organisé par la FIFA, à l'occasion de ses cent ans d'existence, et qui regroupe les meilleurs 100 clubs de football au monde, tout en comptant les titres nationaux et internationaux[source secondaire nécessaire]. Le club a été classé 77e au monde, le Raja était également le seul club maghrébin à entrer dans ce top 100[source secondaire nécessaire].
- En 2018, un classement des meilleurs clubs africains de tous les temps a été établi par le site web français Les 10 meilleurs, le Raja CA est classé à la 4e place[pertinence contestée].

### Distinctions individuelles
| Meilleurs joueurs | Meilleurs buteurs | Meilleurs gardiens | Autres récompenses |
| --- | --- | --- | --- |
| - Ballon de bronze Adidas (1) - Mouhcine Iajour: 2013 - Meilleur joueur de la Ligue des champions (2) - Mustapha Moustawdae: 1999 - Hicham Aboucherouane: 2002 - Sportif marocain de l'année (1) - Soufiane Alloudi: 2006 - Meilleur joueur de la Botola (5) - Hicham Aboucherouane: 2002 - Mohsine Moutouali: 2011 et 2014 - Soufiane Rahimi: 2020 et 2021 - Meilleur défenseur de la Botola (2) - Mohamed Oulhaj: 2009 - Badr Benoun: 2018 - Meilleur espoir de la Botola (4) - Abdelilah Hafidi: 2012 - Abdelkabir El Ouadi: 2014 - Mahmoud Benhalib: 2018 - Soufiane Rahimi: 2019 - Meilleur joueur étranger de la Botola (4) - Kouko Guehi: 2014 - Michel Babatunde: 2016 - Ben Malango: 2021 - Yousri Bouzok : 2024 - Trophée Mars d'Or (2) - Mohsine Moutouali: 2013 - Issam Erraki: 2017 | - Meilleur buteur de la Coupe du monde des clubs (1) - Mouhcine Iajour: 2013 - Meilleur buteur de la Ligue des champions (5) - Abdelkarim Nazir: 1997 (5 buts) - Réda Ryahi: 1998 (5 buts) - Mustapha Moustawdae: 1999 (4 buts) - Hicham Aboucherouane: 2002 (7 buts) - Meilleur buteur de la Coupe de la CAF (1) - Hicham Aboucherouane: 2003 (7 buts) - Meilleur buteur de la Coupe de la confédération (2) - Mahmoud Benhalib: 2018 (12 buts) - Ben Malango: 2021 (6 buts) - Meilleur buteur de la Botola (7) - Moussa Hanoun: 1960 (22 buts) - Houmane Jarir: 1967 (18 buts) - Mustapha Bidoudane: 2003 (14 buts) et 2004 (13 buts) - Mouhcine Iajour: 2018 (17 buts) et 2019 (19 buts) - Yousri Bouzok : 2024 (14 buts) - Meilleur buteur de la Ligue des champions arabes (1) - Soufiane Alloudi: 2006 | - Meilleur gardien de but en Ligue des champions (4) - Mustapha Chadili: 1997, 1999 et 2002 - Anas Zniti: 2020 - Meilleur gardien de but de la Botola (5) - Mustapha Chadli: 2001 et 2003 - Anas Zniti: 2017, 2020 et 2021 | - Prix du Fair-Play de l'UNESCO (1) - Abdelmajid Dolmy: 1992 - Prix du plus beau but de la Ligue des champions (1) - Abdelouahed Abdessamad: 2002 - Meilleur entraîneur de la Botola (1) - Jamal Sellami: 2020 |

### Statistiques
Cette section ne s'appuie pas, ou pas assez, sur des sources secondaires ou tertiaires indépendantes du sujet. Le texte peut contenir des analyses inexactes ou inédites de sources primaires.
Pour l'améliorer, ajoutez-en, ou placez des modèles {{Source secondaire souhaitée}} ou {{Source secondaire nécessaire}} sur les passages mal sourcés. (mai 2022)
- Nombre de participations en Coupe du monde des clubs : 2 fois.
- Nombre de participations en Ligue des champions : 21 fois.
- Meilleur buteur en une saison en championnat : Moussa Hanoun (22 buts en 1959-1960).
- Meilleur buteur en une saison toutes compétitions confondues : Mouhcine Iajour (29 buts en 2018-2019).
- Plus petit nombre de défaites en une saison : 0 défaite en 2023-2024.
- Plus grand nombre de buts en une saison en championnat : 56 buts en 2012-2013 et 2018-2019.
- Plus grand nombre de buts en une saison toutes compétitions confondues : 105 buts en 2018-2019.
- Plus large victoire à domicile : 10-1 contre Tourbillon FC en (Ligue des champions 2011).
- Plus large victoire à l'extérieur : 7-3 contre la RS Berkane (Botola 2018-2019).
- Plus large défaite : 5-0 contre le Berekum Chelsea FC (Ligue des champions 2012).
- Le premier buteur du Raja en Championnat est Hamid Bahij le 17 novembre 1956.
- Le premier buteur du Raja en Ligue des champions est Bouazza Ouldmou le 8 mars 1989.
- Le premier buteur du Raja en Coupe arabe est Mustapha Khalif le 4 septembre 1996.
- Le Raja n'a concédé au Stade Mohammed V que 5 défaites durant tout son parcours africain.

#### Bilan du club
Bilan du Raja CA en compétitions lors de l'époque coloniale de 1949 à 1955 (Résultats mis à jour en fonction des dernières recherches effectuées sur l'époque coloniale.)
| Compétition                             | Saisons | Titres | J | G | N | P | Bp | Bc | Diff |
| --------------------------------------- | ------- | ------ | - | - | - | - | -- | -- | ---- |
| Division Honneur                        | 0       | 0      | 0 | 0 | 0 | 0 | 0  | 0  | 0    |
| Pré-Honneur                             | 3       | 0      | - | - | - | - | -  | -  | -    |
| Première Division                       | 1       | 1      | - | - | - | - | -  | -  | -    |
| Deuxième Division (Groupe Chaouia-Nord) | 1       | 1      | - | - | - | - | -  | -  | -    |
| Coupe d'Afrique du Nord                 | 6       | 0      | - | - | - | - | -  | -  | -    |
| Total                                   | 6       | 2      | - | - | - | - | -  | -  | -    |

Bilan du Raja CA en compétitions officielles à partir de 1956 (Données mises à jour le 18 mai 2025 pour les compétitions nationales et internationales).
| Championnat                              | Saisons | Titres | J    | G   | N   | P   | Bp   | Bc   | Diff |
| ---------------------------------------- | ------- | ------ | ---- | --- | --- | --- | ---- | ---- | ---- |
| Championnat du Maroc                     | 69      | 13     | 2062 | 862 | 752 | 448 | 2495 | 1641 | +854 |
| Coupes nationales                        | Saisons | Titres | J    | G   | N   | P   | Bp   | Bc   | Diff |
| Coupe du Trône                           | 67      | 9      | -    | -   | -   | -   | -    | -    | -    |
| Total                                    | -       | 22     | -    | -   | -   | -   | -    | -    | -    |
| Compétitions africaines                  | Saisons | Titres | J    | G   | N   | P   | Bp   | Bc   | Diff |
| Ligue des champions                      | 20      | 3      | 159  | 76  | 41  | 42  | 237  | 132  | +105 |
| Coupe des vainqueurs de coupe            | 1       | 0      | 2    | 0   | 1   | 1   | 0    | 1    | -1   |
| Coupe de la CAF                          | 1       | 1      | 10   | 6   | 2   | 2   | 26   | 10   | +16  |
| Coupe de la confédération                | 5       | 2      | 43   | 24  | 12  | 7   | 71   | 29   | +42  |
| Supercoupe de la CAF                     | 4       | 2      | 4    | 2   | 2   | 0   | 7    | 4    | +3   |
| Total                                    | 32      | 8      | 218  | 108 | 58  | 52  | 341  | 176  | +165 |
| Compétitions intercontinentales          | Saisons | Titres | J    | G   | N   | P   | Bp   | Bc   | Diff |
| Coupe du monde des clubs                 | 2       | 0      | 7    | 3   | 0   | 4   | 12   | 14   | -2   |
| Coupe Afro-Asiatique                     | 1       | 1      | 2    | 1   | 1   | 0   | 3    | 2    | +1   |
| Total                                    | 3       | 1      | 9    | 4   | 1   | 4   | 15   | 16   | -1   |
| Compétitions arabes                      | Saisons | Titres | J    | G   | N   | P   | Bp   | Bc   | Diff |
| Championnat arabe des clubs              | 10      | 2      | 59   | 25  | 22  | 12  | 107  | 59   | +48  |
| Supercoupe arabe                         | 1       | 0      | 3    | 0   | 1   | 2   | 1    | 4    | -3   |
| Total                                    | 11      | 2      | 62   | 25  | 23  | 14  | 108  | 63   | +45  |
| Compétitions nord-africaines             | Saisons | Titres | J    | G   | N   | P   | Bp   | Bc   | Diff |
| Coupe nord-africaine des clubs champions | 2       | 1      | 5    | 2   | 2   | 1   | 4    | 3    | +1   |

1. ↑  Pour les matchs de coupe du Trône, les matchs finissant aux tirs au but sont comptés en fonction du résultat final. Pour les matchs de coupes internationales, sauf la Supercoupe, ils sont comptés avant le résultat d'éventuels tirs au but (à l'instar de la FIFA).

#### Meilleurs buteurs
- Le meilleur buteur de l'histoire du Raja en compétitions africaines est Mouhcine Iajour avec 19 buts inscrits, devant Hicham Aboucherouane qui a 15 buts à son actif[31].
- Le meilleur buteur de l'histoire du Raja en Ligue des champions est Mustapha Moustawdae avec 12 buts inscrits[source secondaire nécessaire].
- Le meilleur buteur de l'histoire du Raja en Coupe de la confédération est Mahmoud Benhalib avec 15 buts inscrits[source secondaire nécessaire].
- Le meilleur buteur de l'histoire du Raja en Ligue des champions arabes est Soufiane Alloudi avec 9 buts inscrits[réf. souhaitée].
- Le meilleur buteur du Raja sur une saison de Botola est Moussa Hanoun avec 22 buts inscrits en 1959-1960[source secondaire nécessaire].
- Le meilleur buteur du Raja sur une saison de Ligue des champions est Hicham Aboucherouane avec 7 buts inscrits en 2002[32].
- Le meilleur buteur du Raja sur une seule compétition africaine est Mahmoud Benhalib avec 12 buts inscrits (Coupe de la confédération 2018)[33].
- Le meilleur buteur du Raja sur une saison toutes compétitions confondues est Mouhcine Iajour avec 29 buts inscrits en 2018-2019[34].
- Le meilleur buteur non-marocain du Raja est Ben Malango avec 35 buts inscrits[35].

## Direction

### Entraîneurs

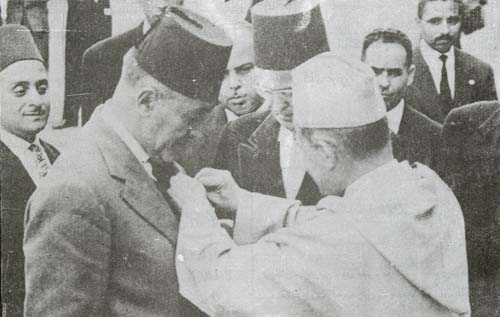
Père Jégo
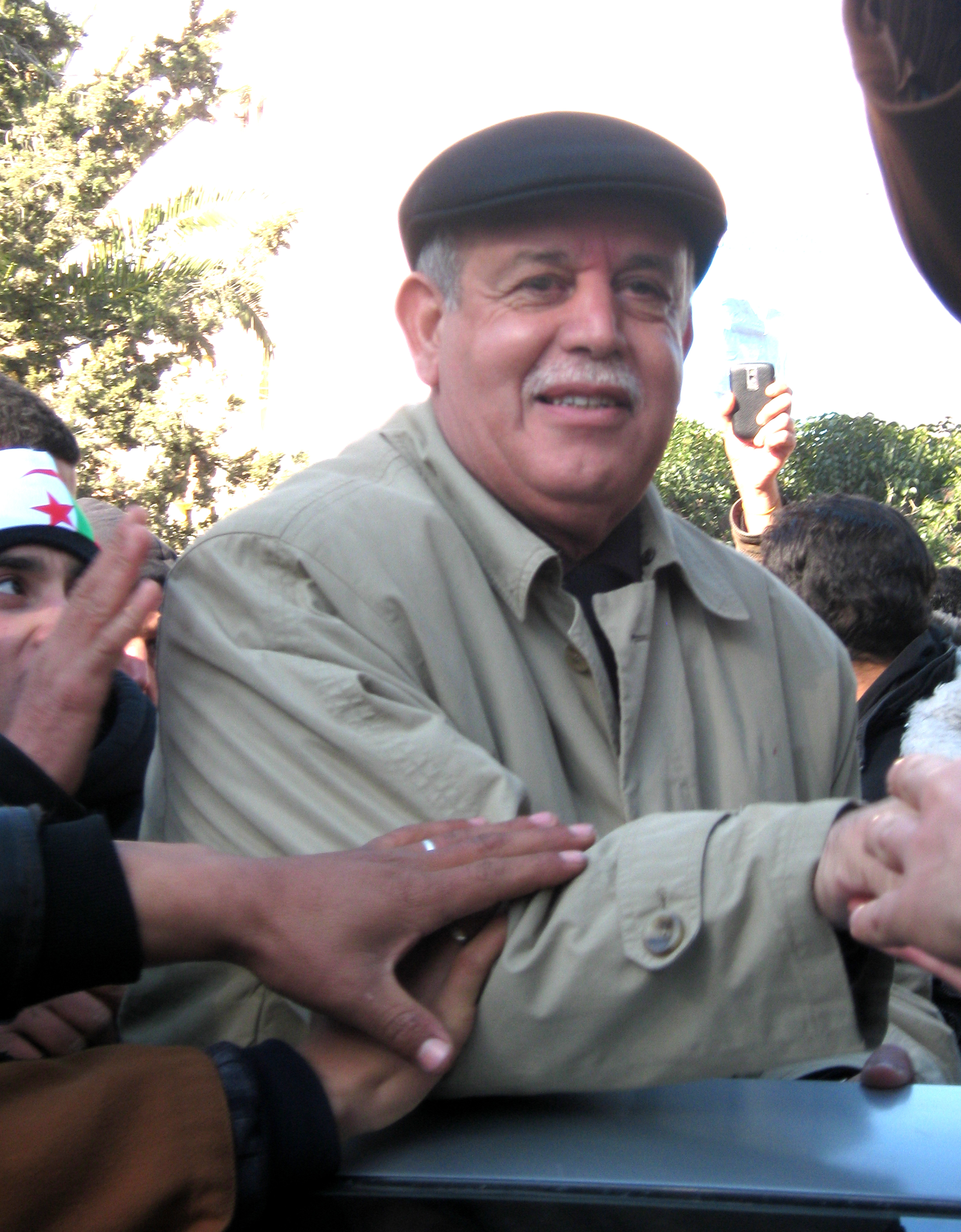
Rabah Saadane
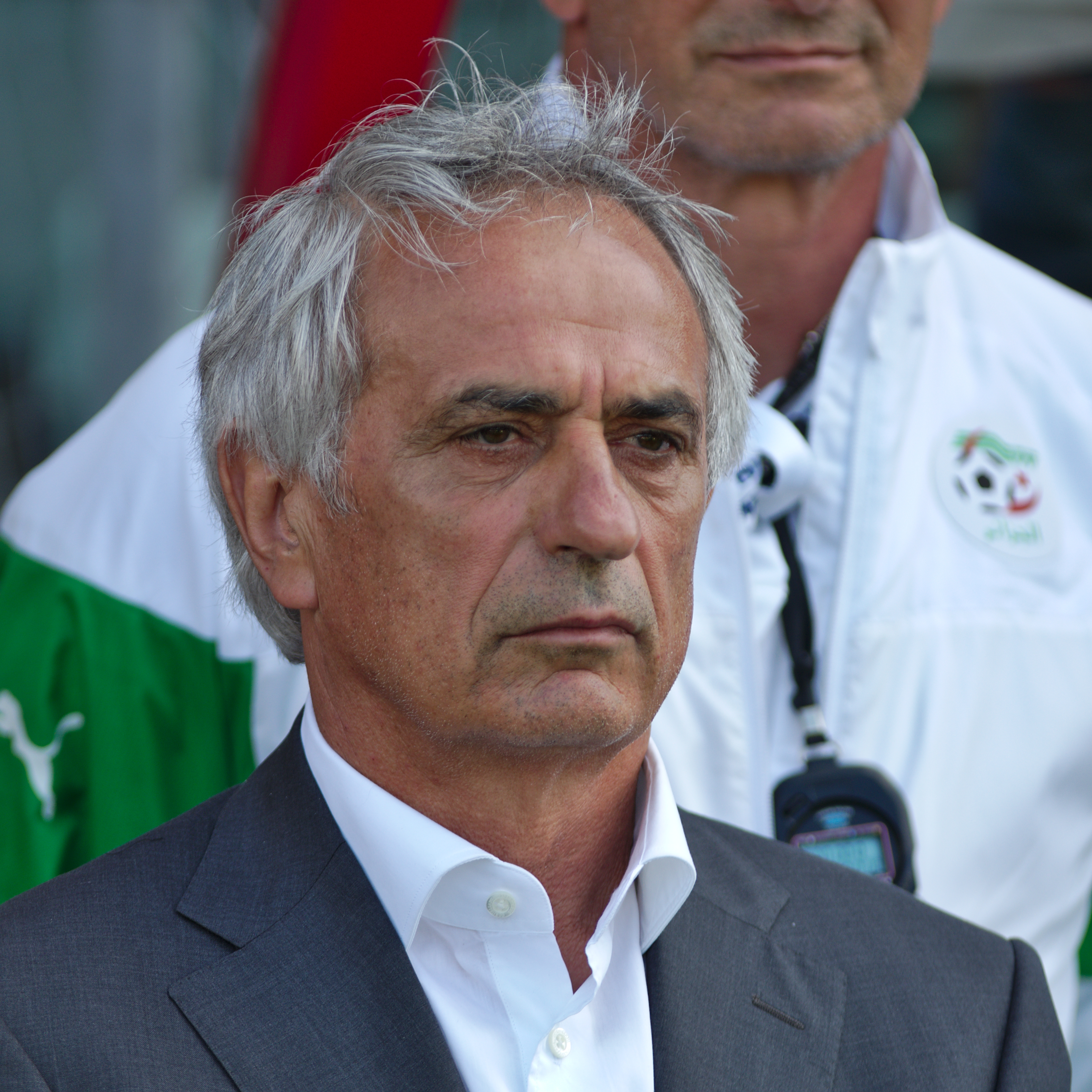
Vahid Halilhodzic
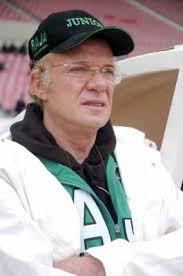
Oscar Fulloné
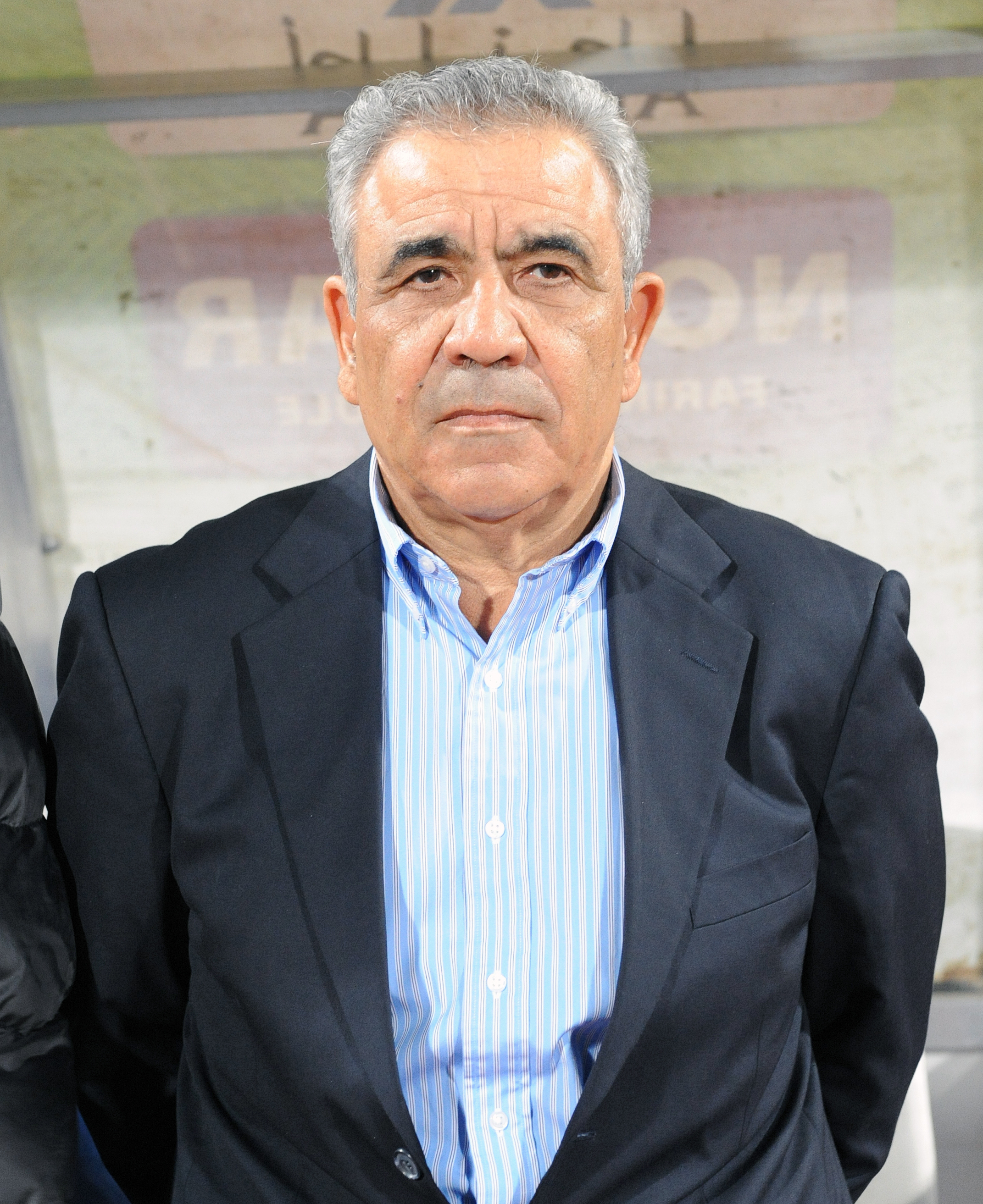
Faouzi Benzarti

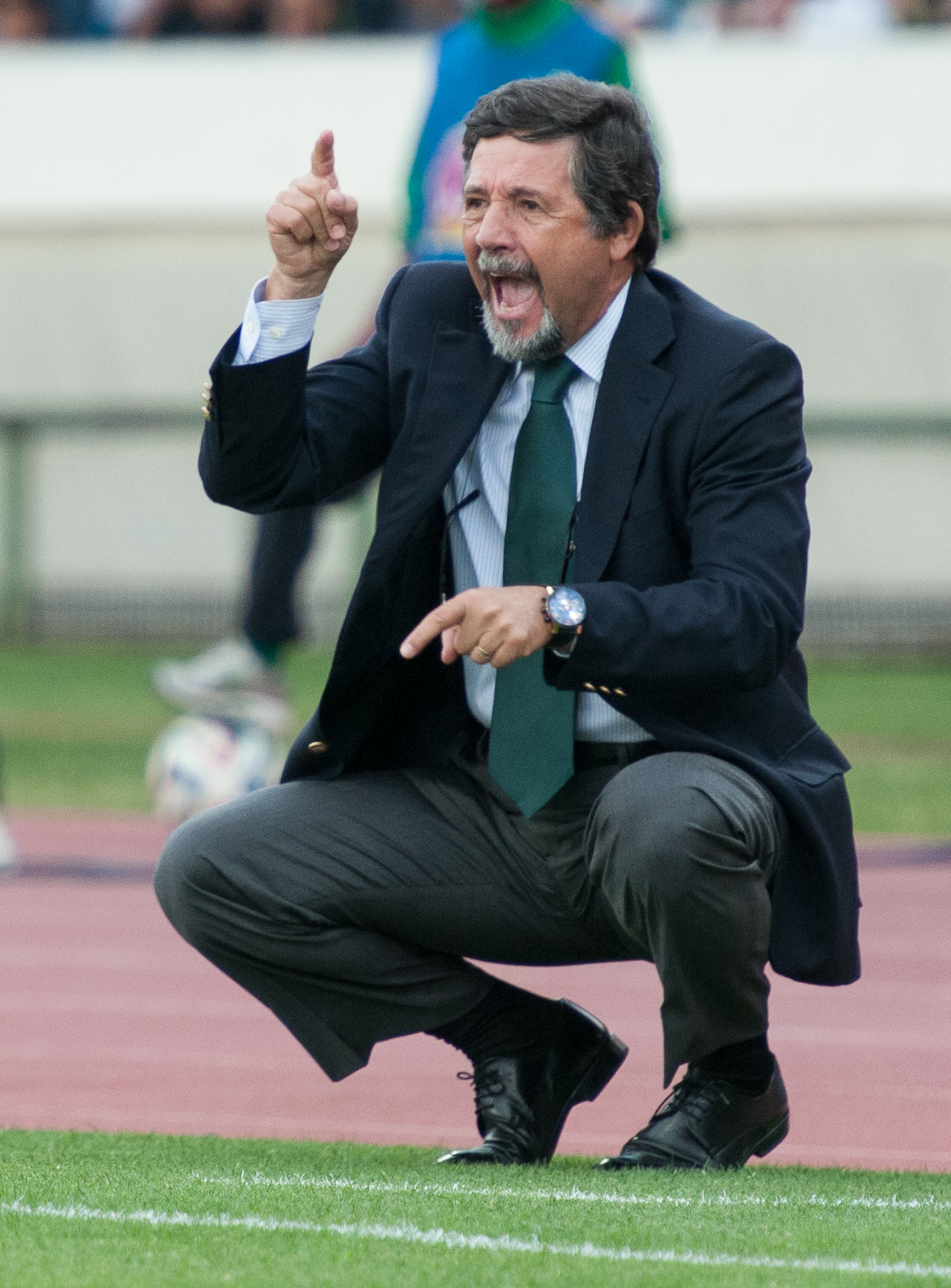
José Romão
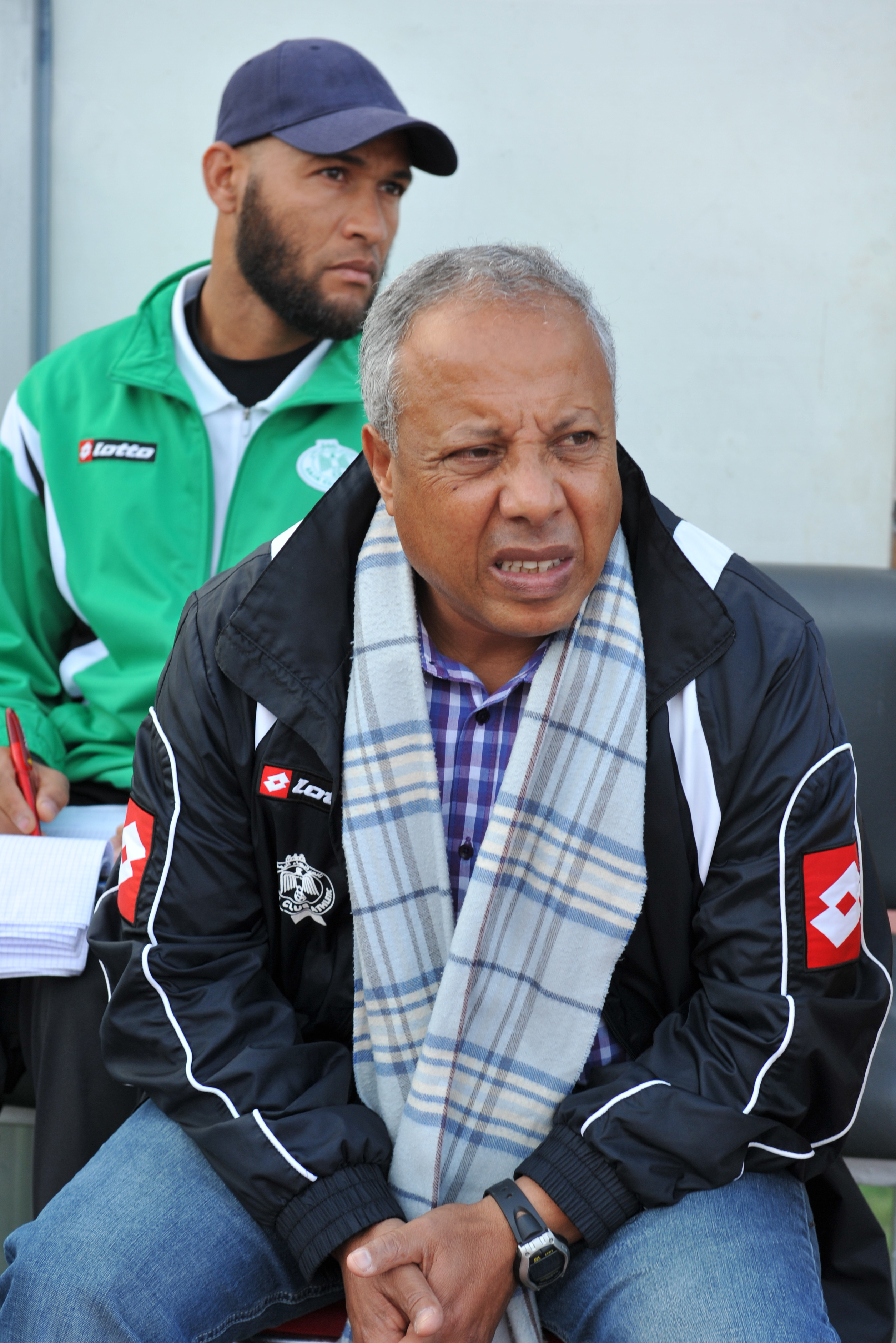
M'hamed Fakhir
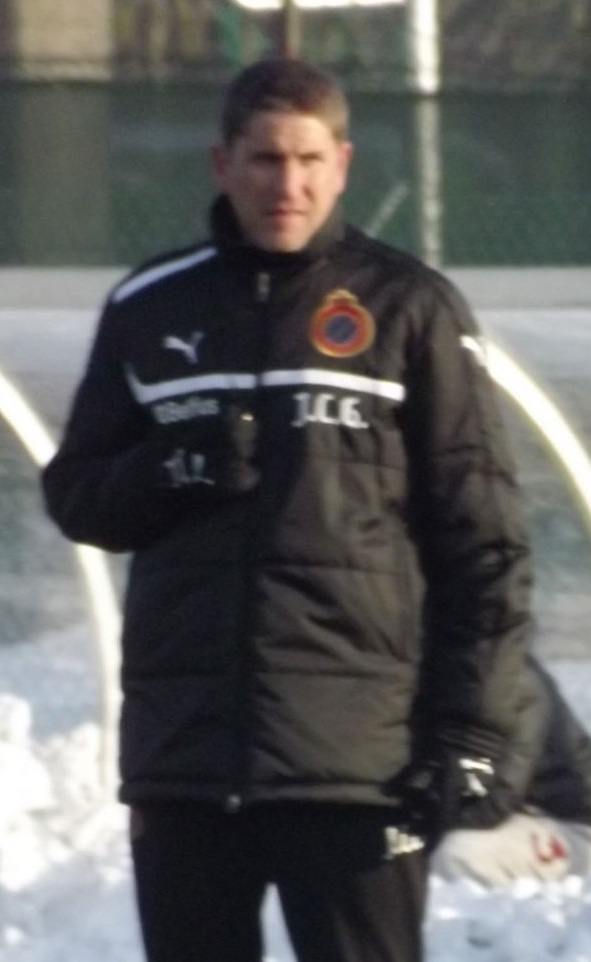
Juan Carlos Garrido
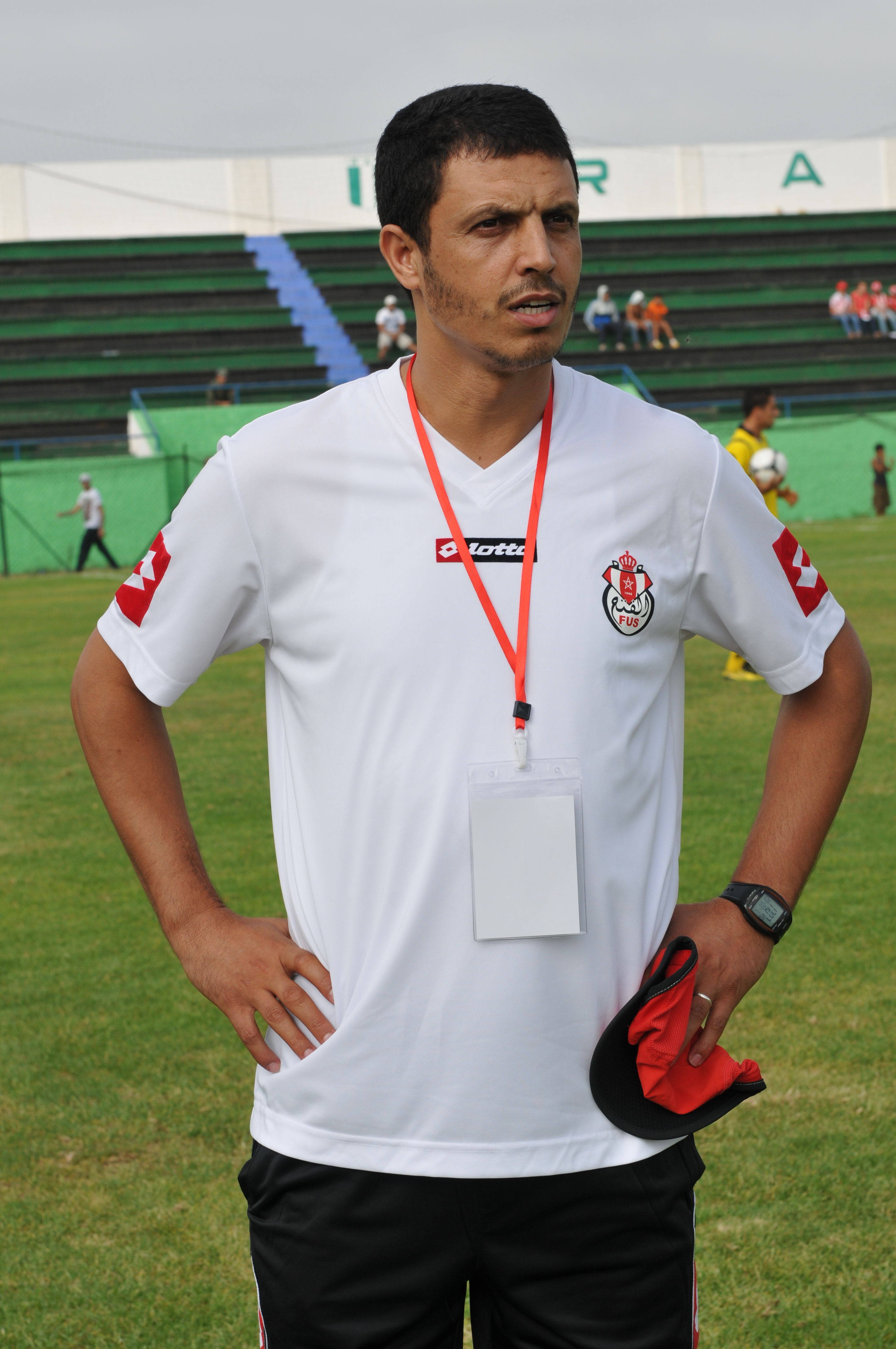
Jamal Sellami
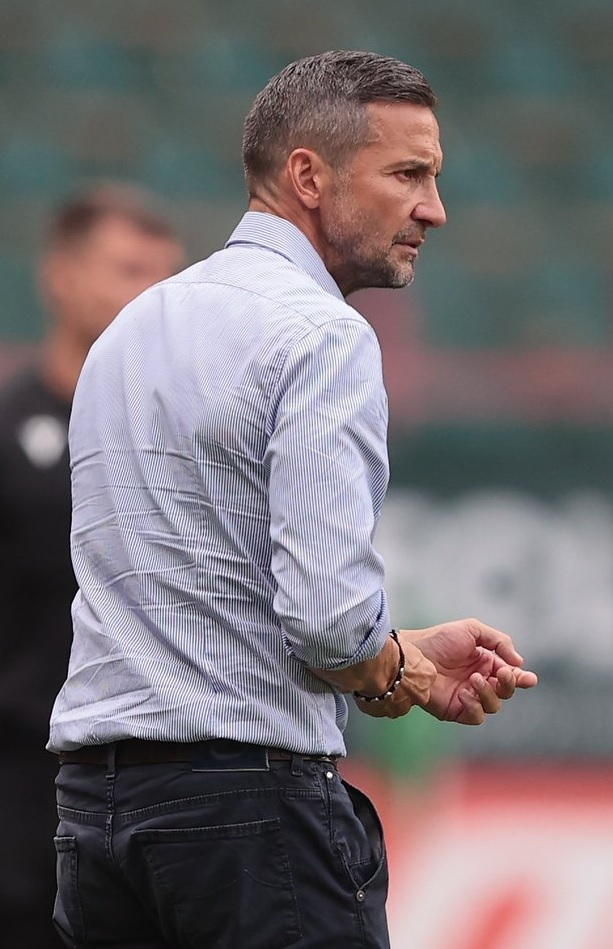
Josef Zinnbauer

## Communication et partenaires

### Organes de communication

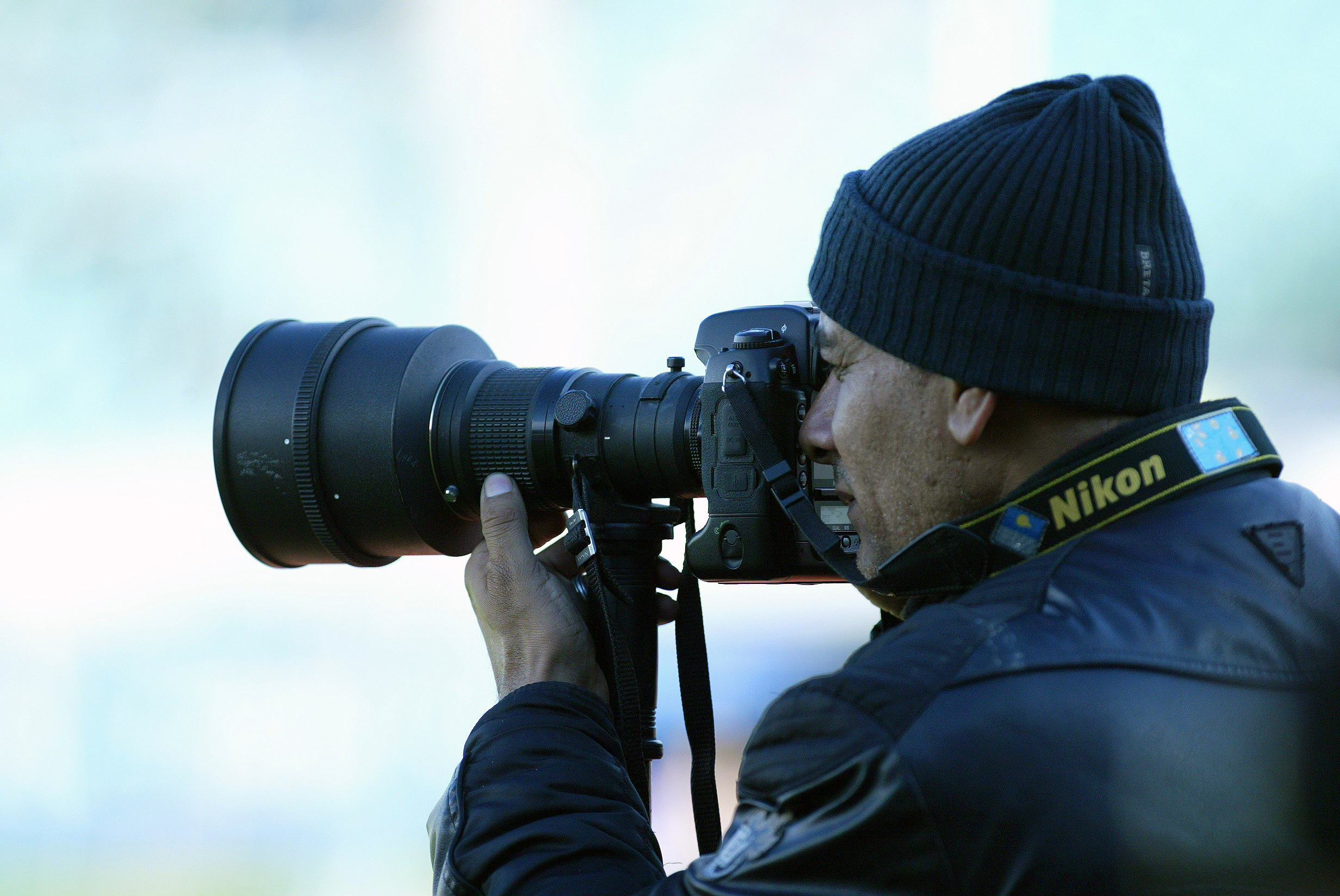
Photographe du club en 2008 lors d'une rencontre au Stade Mohammed V

En octobre 2019, le Raja se hisse, avec 5,3 millions d'abonnées, à la 21e place des clubs de football les plus suivies au monde. Au Maroc, le Raja domine les autres équipes en accaparant à lui seul 58,2 % de l’ensemble des abonnées des clubs de football du pays (9,1 millions). En janvier 2020, le Raja s'est pointé à la 7e place mondiale en termes d'engagement sur Facebook.
Le 21 janvier 2023, le club annonce avoir franchi la barre des dix millions d'abonnés sur ses réseaux sociaux.
| Inscription     | Réseau social | Compte principal       | Nombre d'abonnés |
| --------------- | ------------- | ---------------------- | ---------------- |
| 30 juillet 2010 | Facebook      | « Raja Club Athletic » | 6 300 000        |
| juillet 2015    | Instagram     | « @rcaofficiel »       | 3 600 000        |
| décembre 2013   | Twitter       | « @rcaofficiel »       | 1 100 000        |
| 30 août 2012    | YouTube       | « Raja Club Athletic » | 600 000          |
| avril 2020      | TikTok        | « @rcaofficiel »       | 670 000          |
| Total           | Total         | Total                  | 12 270 000       |

### Sponsors et partenariats
En 1987, le Raja a signé un partenariat avec General Tire durant le mandat du président Abdelkader Retnani, avant même la réforme sportive de la Fédération royale marocaine de football, il s’agissait d’un prélude au professionnalisme[réf. souhaitée] ce qui fait du Raja le premier club marocain à avoir un sponsor sur son maillot[réf. nécessaire]. De 1989 à 1995, le club est sponsorisé par la Banque Marocaine d’Afrique et de l’Orient (BMAO) et 'ODEP' connu aujourd'hui sous le nom de Marsa Maroc.
En 2001, le Raja s'engage avec l'agence de marketing sportif Transatlas Management Sportif (TSM). En 2019, le Raja compte six partenaires qui ont leurs noms affichés sur le maillot de l'équipe.
En octobre 2019, Le Raja annonce annonce la signature d'un partenariat avec Dugout, une plateforme sociale spécialisé dans l’univers du football. Plusieurs grands noms, des clubs tels que le Real Madrid, la Juventus ou le PSG, et des joueurs à l'instar de Gareth Bale, Edinson Cavani ou Neymar Jr en sont déjà des partenaires. Le Raja est notamment le premier club africain à rejoindre Dugout.
En novembre, le club annonce son partenariat avec Biougnach, et déclare qu'il sera le sponsor exclusif sur le maillot de l'équipe durant la Ligue des champions 2019-2020. En 2020, le partenariat avec Siera, sponsor historique du club depuis 2002, arrive à son terme et n'est pas renouvelé.
| Période   | Équipementier  | Sponsor maillot              |
| --------- | -------------- | ---------------------------- |
| 1949-1974 | -              | -                            |
| 1974-1975 | Le Coq sportif | -                            |
| 1975-1976 | -              | -                            |
| 1976-1981 | Adidas         | -                            |
| 1981-1982 | -              | -                            |
| 1982-1983 | Adidas         | -                            |
| 1983-1984 | Puma           | -                            |
| 1984-1987 | Adidas         | -                            |
| 1986-1987 | Adidas         | General Tire                 |
| 1987-1988 | Adidas         | Chimicolor                   |
| 1988-1989 | -              | BMAO (ODEP)                  |
| 1989-1992 | Adidas         | BMAO (ODEP)                  |
| 1992-1995 | Belgoma        | BMAO (ODEP)                  |
| 1995-1996 | Belgoma        | Danone                       |
| 1996-1997 | Umbro          | Danone                       |
| 1997      | Umbro          | Lavazza                      |
| 1998      | Umbro          | Swatch                       |
| 1998-1999 | Umbro          | Asta Tube & Profil           |
| 1999-2000 | Adidas         | Western Union Fiat Coca-Cola |
| 2000-2001 | Hummel         | Coca-Cola Siera              |
| 2001-2003 | Adidas         | Siera Tube & Profil          |
| 2003-2007 | Kappa          | Siera                        |
| 2007-2012 | Lotto          | Siera                        |
| 2012      | Lotto          | Siera Koutoubia              |
| 2012-2013 | Lotto          | Siera                        |
| 2013-2014 | Adidas         | Siera                        |
| 2014      | Adidas         | Jibal                        |
| 2014-2017 | Adidas         | Siera                        |
| 2017-2018 | Legea          | Siera                        |
| 2018-2019 | Legea          | Siera Infinix Mobile         |
| 2019-2020 | Legea          | Siera OLA Energy             |
| 2020-2021 | Legea          | OLA Energy                   |
| 2021-2022 | Kappa          | OLA Energy                   |
| 2022-2023 | One All Sports | 1xBet                        |
| 2023-     | Umbro          | 1xBet                        |

### Passage en société
Le 17 octobre 2019 se tient l'assemblé générale ordinaire du club, dont l'ordre du jour comporte plusieurs points, parmi eux la question sur le modèle de la société sportive qui créait une divergence chez les composantes du club. C’est ainsi qu’au bout d’une assemblée qui aura duré plus de 7 heures, les adhérents du club votent à l’unanimité la résolution habilitant le comité dirigeant mené par Jawad Ziyat, à procéder à la création de la société anonyme sous la forme préconisée par la fédération.

## Structure du club

### Stade Mohammed V
Le Stade Mohammed V (en arabe : مركب محمد الخامس) fait partie d'un grand complexe sportif qui renferme en plus du stade, une salle omnisports de 15 000 places, une piscine olympique couverte, un centre média de 650 m2, une salle de conférence, une salle de réunions, un centre de soins et un centre de lutte antidopage. Il est situé au cœur de la ville de Casablanca, précisément dans le quartier de Maârif à 25 km de l'aéroport Mohamed V, et à 5 km de la gare ferroviaire Casa-Voyageurs.

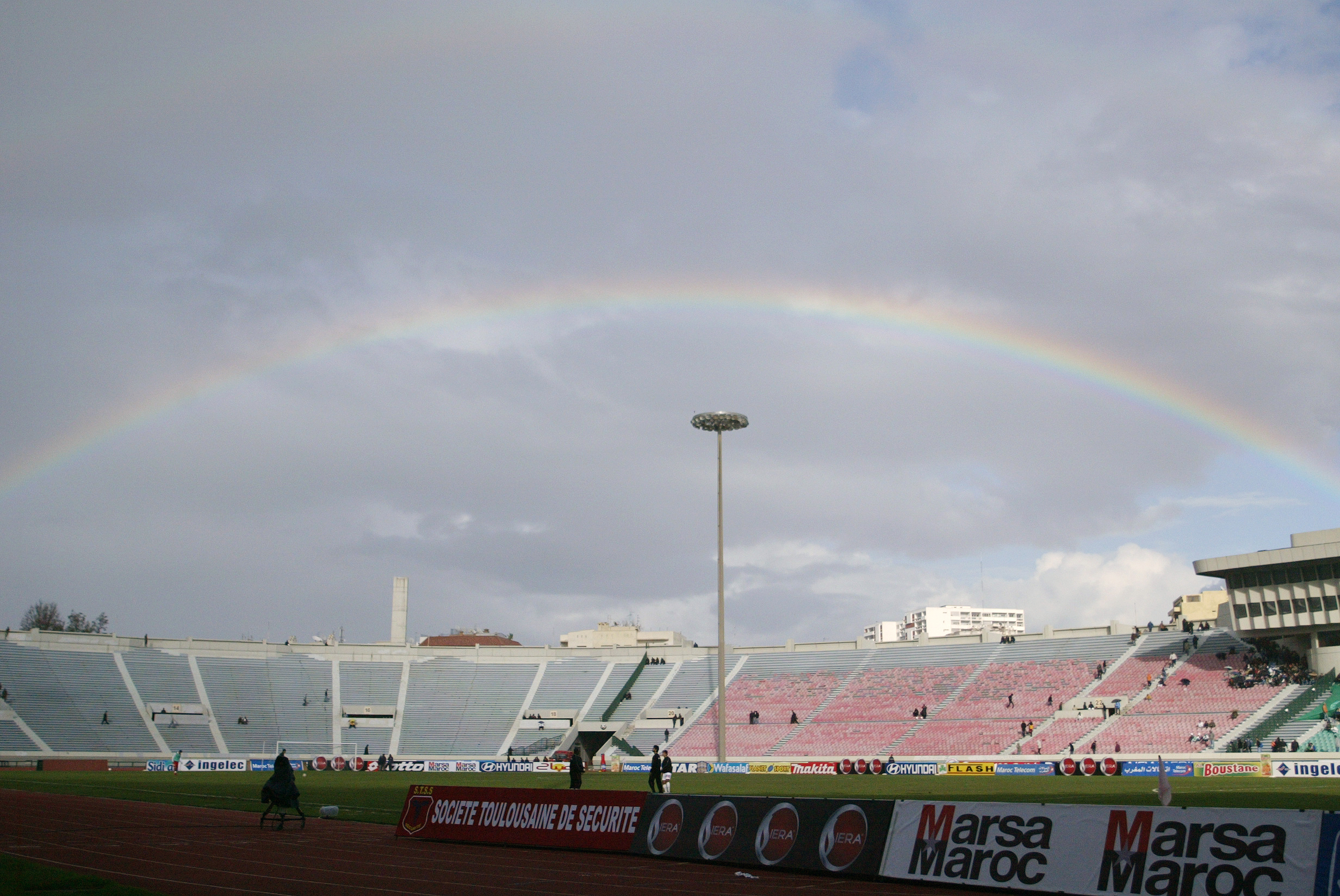
Le Stade Mohamed V en 2008

Il fut inauguré le 6 mars 1955, sous le nom de stade Marcel Cerdan et sa capacité est alors de 30 000 places. Quelques mois plus tard, après l'indépendance du Maroc, il prend le nom de stade d'Honneur. Vers la fin des années 1970, dans le but de préparer les jeux méditerranéens de 1983 à Casablanca, le stade « Donor » comme le surnomme les Casablancais, est fermé pour une grande rénovation marquée par l'augmentation de sa capacité et l'installation de panneaux électroniques. Il rouvre en 1983 sous le nom de stade Mohammed V et peut dès lors accueillir 80 000 spectateurs.
Le demi-terrain sud du stade est entièrement consacrée aux supporters du Raja. Le demi-terrain est divisé en trois secteurs : La tribune latérale couverte, la tribune latérale où les sièges forment le mot Casablanca et le virage Sud surnommé Magana (l'horloge en arabe) avec la présence d'un grand tableau électronique et le mot Casablanca en arabe, tous les deux dépourvus de toit.
Le stade est réaménagé en 2000 , des sièges sont installés sur la moitié du stade et sa capacité est ramenée à 67 000 places.
Fin mars 2016, le stade connaît une nouvelle rénovation qui le rends conforme aux normes de la FIFA. Depuis cette rénovation conclue en 2019, la capacité du stade est de 45 891 places assises.

### Centres d'entraînement

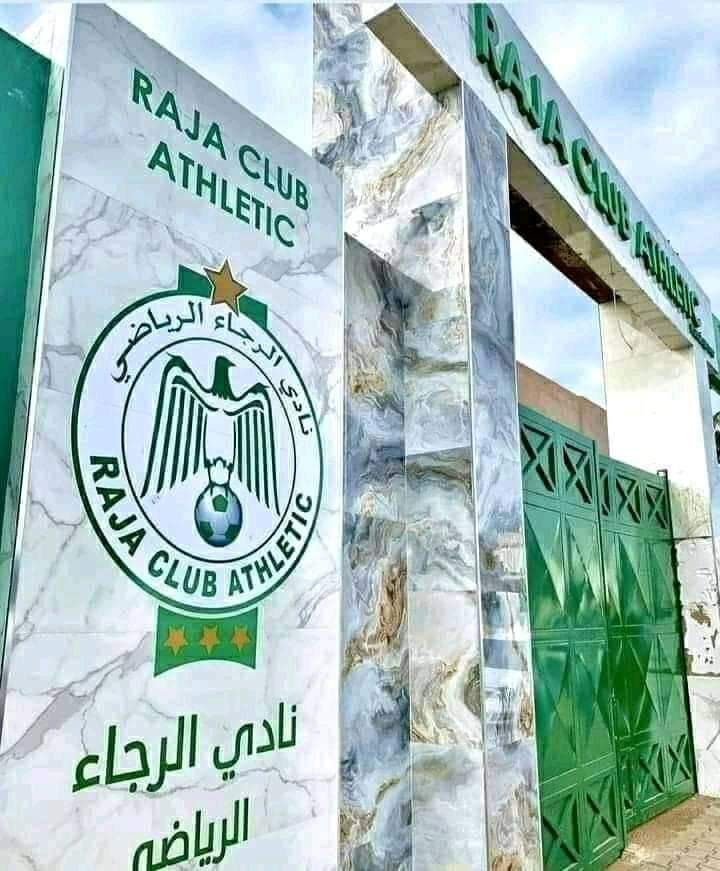
L'entrée du Complexe sportif Raja-Oasis

Le Raja CA dispose de plusieurs installations sportives tels que le Complexe sportif Raja-Oasis, le Stade Tessema, le Stade Roches Noires et le Stade Kahrama.
Le Complexe Raja-Oasis est un complexe sportif ouvert en 1932 sous le nom du Complexe de l'aviation dans la Cité des sports (l'Oasis actuellement), à Casablanca. Après la dissolution en 1959 de son administrateur l'Union sportive marocaine, le Raja récupère le droit d'exploitation du Complexe de l'aviation grâce notamment aux efforts de Boujemaâ Kadri, alors président du club.
Après avoir été nommé Complexe sportif Raja-Oasis, il a abrité, jusqu'à l'ouverture de l'Académie en 2022, depuis le centre d'entraînement principal de l'équipe A, et le centre de formation où les équipes de jeunes effectuent leur entraînements. En octobre 2023, le club annonce la rénovation complète du Complexe avant 2025.

### Académie
L'Académie du Raja Club Athletic est un centre d’entraînement et de formation de football situé à Bouskoura et propriété du Raja Club Athletic qui fut inauguré le 22 septembre 2022.
S'étendant sur une superficie de 7,5 hectares, l'académie compte entre autres des terrains gazonnés, un centre de performance, un centre médical, un restaurant et un centre de formation d'une capacité de 76 lits destinés à accueillir les jeunes footballeurs avec un système sport-étude,. Additionnés aux 54 lits du Complexe sportif Raja-Oasis, la capacité d'accueil total du club se chiffrerait alors à 130 lits.
Les installations de l'Académie sont prévues pour l'équipe première et les équipes de jeunes U21, U19, et U17 qui concourent dans leurs championnats respectifs. Les catégories plus jeunes effectuent leur formation à l'Oasis.

## Culture populaire
Cette section ne s'appuie pas, ou pas assez, sur des sources secondaires ou tertiaires indépendantes du sujet. Le texte peut contenir des analyses inexactes ou inédites de sources primaires.
Pour l'améliorer, ajoutez-en, ou placez des modèles {{Source secondaire souhaitée}} ou {{Source secondaire nécessaire}} sur les passages mal sourcés. (mai 2022)

Depuis 1949, le Raja a réussi à attirer beaucoup de supporters qui ont apprécié le style de jeu qui le caractérise jusqu'à présent, un style attractif basé sur des passes courtes et rapides (Tiki-taka) et de petits ponts semblable au jeu brésilien, malgré la forte concurrence avec le Wydad, qui remportait les titres alors que le Raja se concentrait plus sur le spectacle.

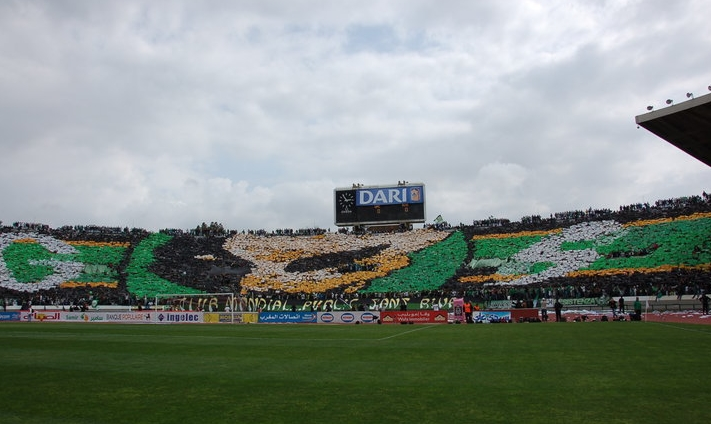
Tifosis de la Curva Sud Casablanca

La fin des années 1980 était le signe de changement pour le Raja d’une équipe de show à une équipe qui combine spectacle et victoires. Cette évolution ne passa pas inaperçue chez les supporters, qui dès le début des années 1990 commençaient à se regrouper derrière les buts sous l’horloge du Stade Mohamed V, la fameuse Magana « le premier virage au Maroc », un virage qui rassemble toujours les plus fervents des supporters Rajaouis. Le 21 juin 2005, Green Boys est créé, donnant naissance au premier groupe Ultras au Maroc.
Le Raja est traditionnellement considéré comme le club du peuple, alors que le Wydad est historiquement plus proche de la bourgeoisie. Les supporters Rajaouis de Casablanca proviennent à la base de Derb Sultan, fief historique où le club a été créée, ainsi que d'autres quartiers périphériques comme Sbata, Hay Hassani, Hay Mohammadi ou Sidi Bernoussi ; de ce fait, le club est très soutenu par les zones populaires de la ville.

### Supporters
Les supporters du Raja CA sont réputés pour leur grande ferveur au stade,. La Curva Sud du Stade Mohamed V connu sous le nom 'Magana', est le fief historique des supporters les plus fanatiques, et l’ambiance y est déchaînée et passionnée[non neutre],,.

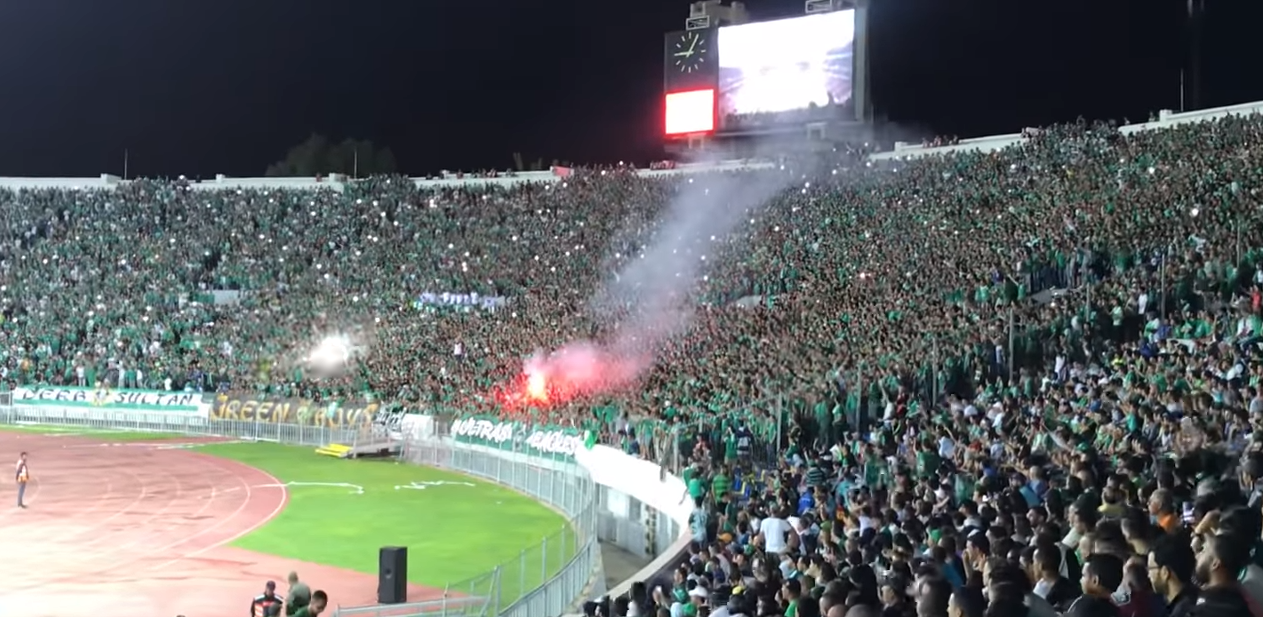
Le virage sud, emplacement historique des groupes ultras du Raja

## Rivalités

### Derby casablancais: Raja CA - Wydad AC

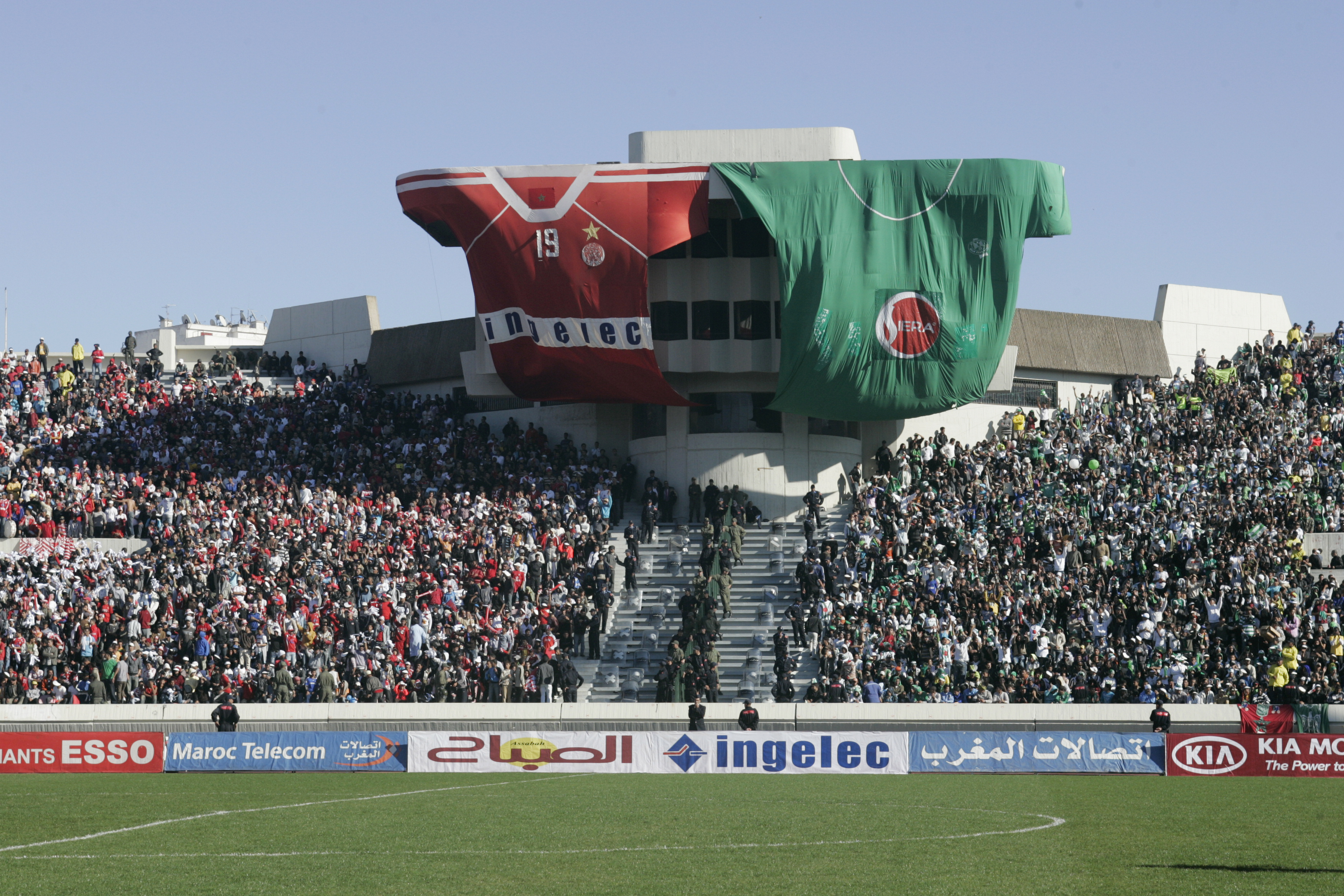
Derby, score : 0-0 (16/11/2008).

Le Derby de Casablanca est régulièrement cités parmi les derbys les plus fervents du monde,,, où persiste une profonde rivalité entre les plus grands clubs du pays, le Raja CA et le Wydad AC. Les origines de cette rivalité remontent aux premières années après l'indépendance du Maroc. Le Père Jégo, l'un des fondateurs du Wydad et son premier entraîneur, est poussé vers la sortie en 1952 par le comité dirigeant après que quelques tensions au sein du club commencèrent à surgir. Le Père Jégo va rallier les rangs du voisin du Raja à l'été 1956 où il occupera la fonction d'entraîneur jusqu'en 1968.

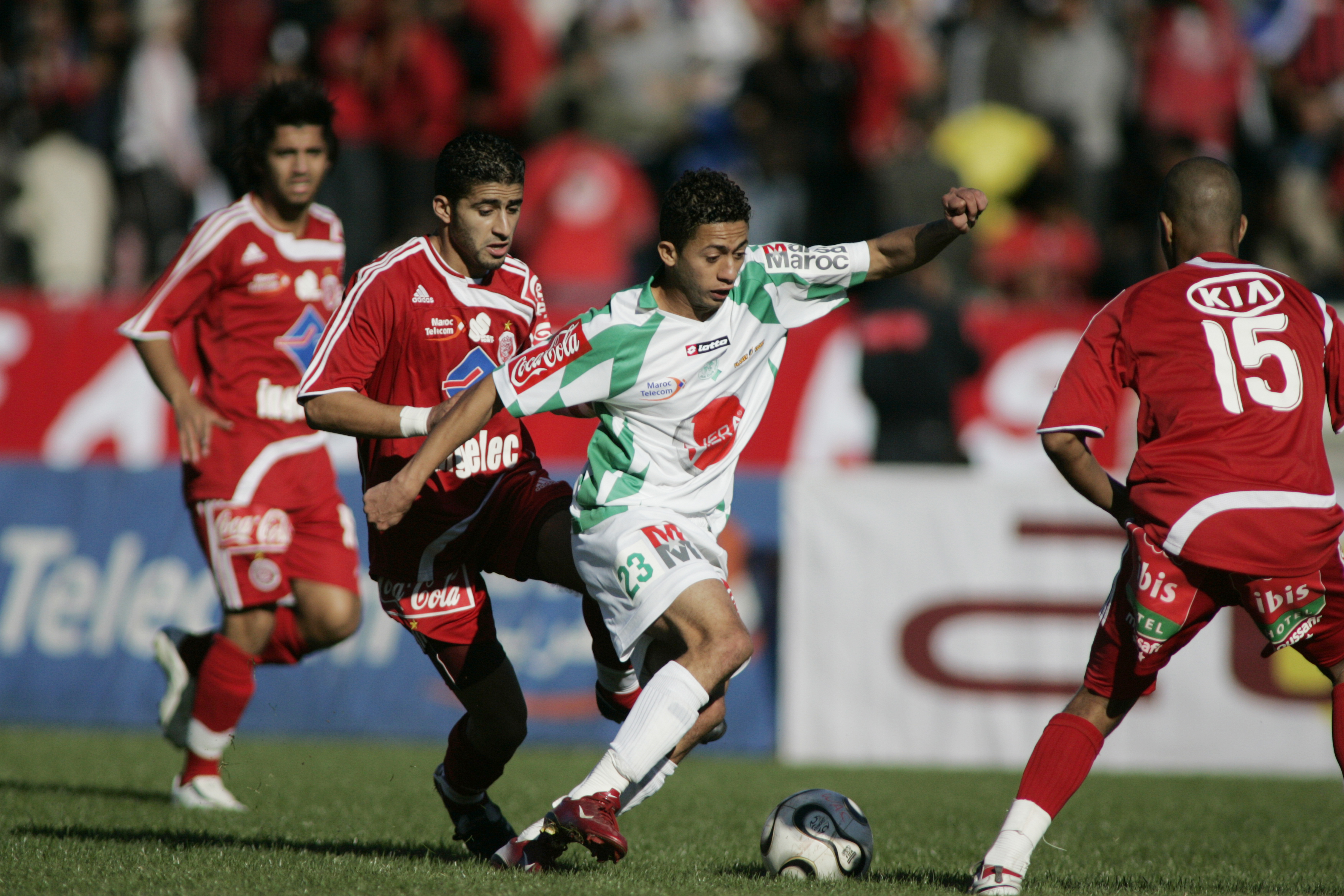
Derby, score : 0-0 (16/11/2008).

Le premier match opposant les deux équipes se joue en 1957 au Stade Philippe. Le Père Jégo, qui n'a alors toujours pas digéré la manière dont il a quitté le Wydad, s'impose finalement avec le Raja contre le Wydad grâce au défenseur central Mohamed Laâchir alias El Ouejdi, qui marque le seul but de la rencontre sur une frappe qui s'installe dans les filets du portier adverse Mohamed Rifki, une première confrontation qui posera toute l’aura qui animera les années à venir,.
La victoire écrasante du Raja sur le score de 5-1 le 18 février 1996, au titre des quarts de finale de la Coupe du trône sur le plus grand score de l'histoire du derby reste également l'un des moments les plus mémorables du club.

### Classico marocain: Raja CA - AS.FAR

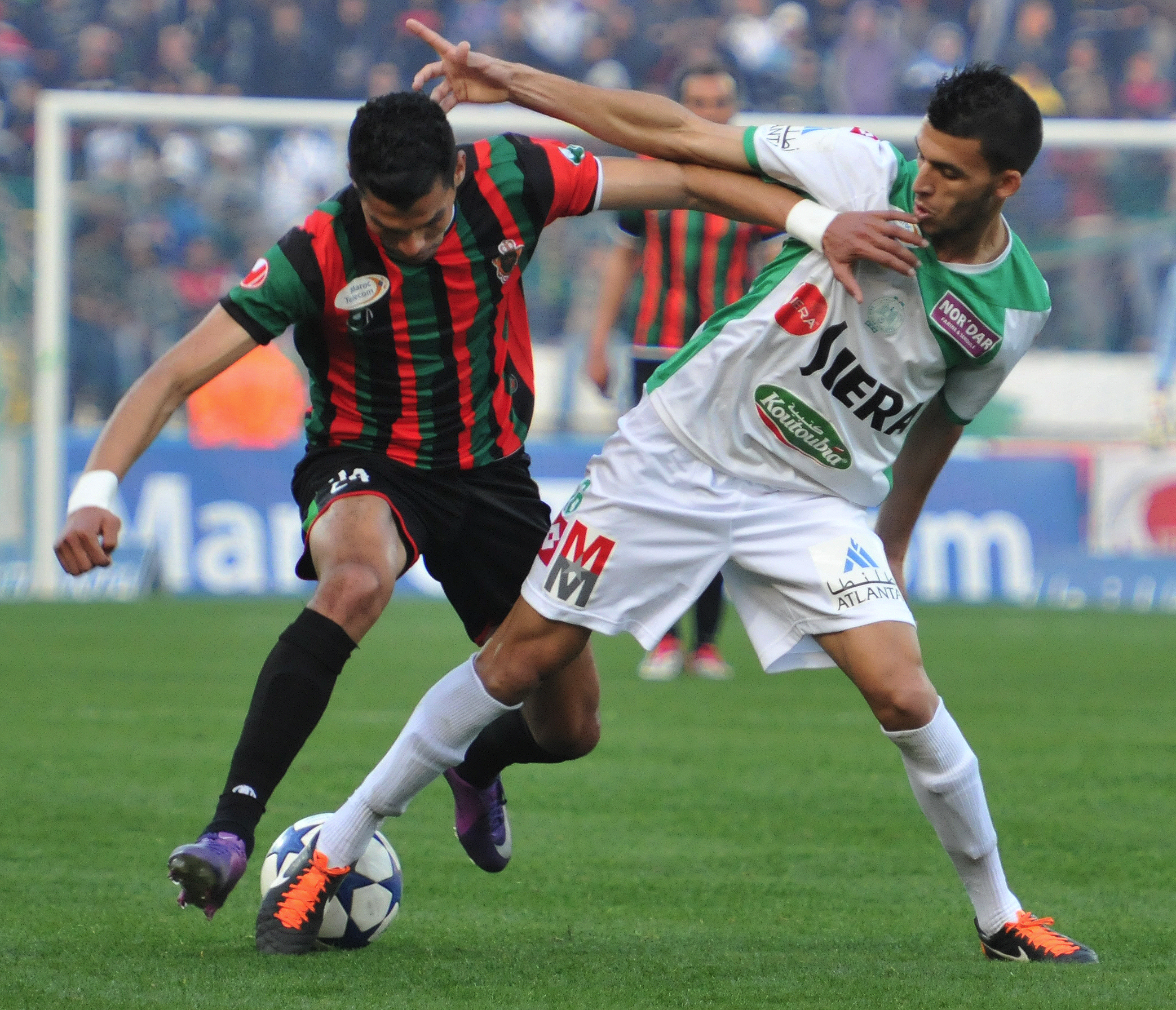
Classico de 2012: Le défenseur du Raja Oulhaj entrain d'arrêter Jounaid l'attaquant de l'ASFAR.

C'est un match classique opposant le Raja CA à l'Association sportive des FAR. Il est considéré comme le deuxième match le plus important du championnat après le Derby. Cette rivalité commence à se former lors de la saison 1959-1960, où une grande polémique éclate en fin de saison après que la FRMF décide de faire jouer un tournoi triangulaire entre les trois premières équipes du championnat (Raja-KAC-FAR) ex æquo en termes de points alors que le Raja était en tête avec la meilleure différence de buts. Le club proteste contre cette décision jugée injuste et refuse de jouer. Le tournoi est donc transformé en un match-barrage opposant l'AS FAR et le Kénitra AC. Cette dernière remporte ce match et le titre de champion du Maroc tandis que le Raja est classé troisième.
Dans les années 1980, Les deux équipes étaient à leur summum où les FAR ont été sacrés champions d'Afrique en 1985 et le Raja en 1989.
Après une baisse d'intensité dans les années 1990 due à la supériorité du Raja qui va connaître son âge d'or, c'est au milieu des années 2000, et exactement en 2005, que cette rivalité a pris un nouveau souffle, lorsque les FAR ont arraché le titre après un championnat marathonien, en s'imposant face au Raja au Stade Mohamed V sur le score de 2-0 lors de la dernière journée, alors que les verts avaient besoin d'un nul pour être sacré champion. Les hooligans des deux clubs vont largement contribuer à l'aggravation des tensions. La saison 2012-2013 est similaire à celle de 2005, mais c'est le Raja qui s'impose cette fois en remportant le Championnat face aux FAR après une course au titre acharnée, et en les battant en finale de la Coupe du trône.